# Воютичі (зупинний пункт)
Вою́тичі — пасажирський залізничний зупинний пункт Львівської дирекції Львівської залізниці.
Розташований у селі Воютичі, Самбірський район Львівської області на лінії Самбір — Стар'ява між станціями Самбір (11 км) та Хирів (19 км).
Станом на травень 2019 року щодня дві пари дизель-потягів прямують за напрямком Самбір — Стар'ява.